# フロニャルド (フランスの菓子)
フロニャルド（フランス語: flaugnarde）は、バターを塗った耐熱容器に果物を配置してクレープ風の生地を入れて焼き上げたフランスのデザート。オーヴェルニュ、リムーザンおよびペリゴール地域の料理である。
果物はリンゴや梨、桃を小さく切ったもの、または種を抜いたプルーンやスモモなどを入れる。粉砂糖をかけ、温かい状態または冷ました状態で供する。これに似たものとしてさくらんぼを使ったクラフティがある。

## 名前の由来
名前はオック語のfleunheまたはflaunhardから。いずれも「柔らかい」または「（綿毛のように）ふわふわ」という意味である。

## 画像

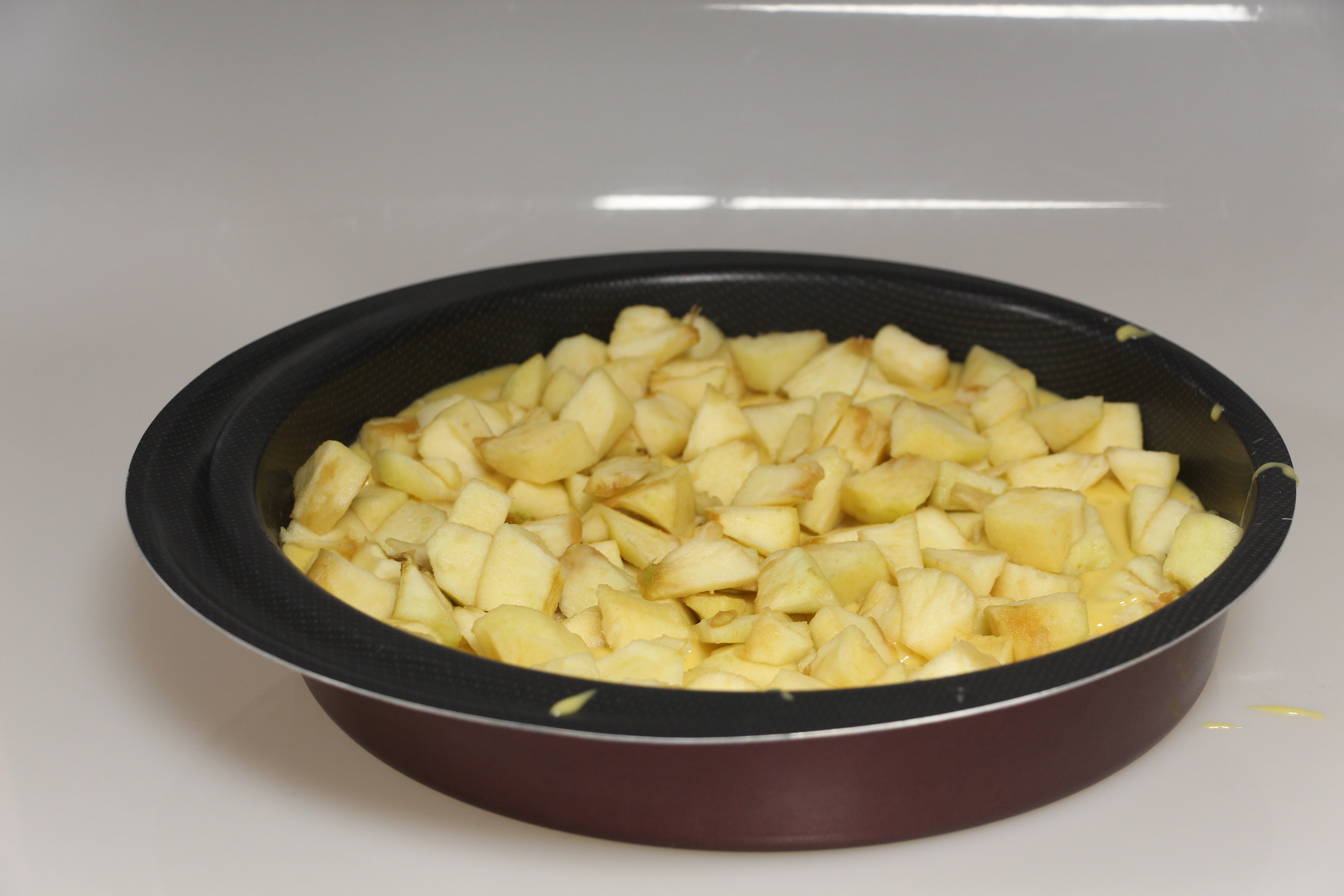
焼く前のフロニャルド
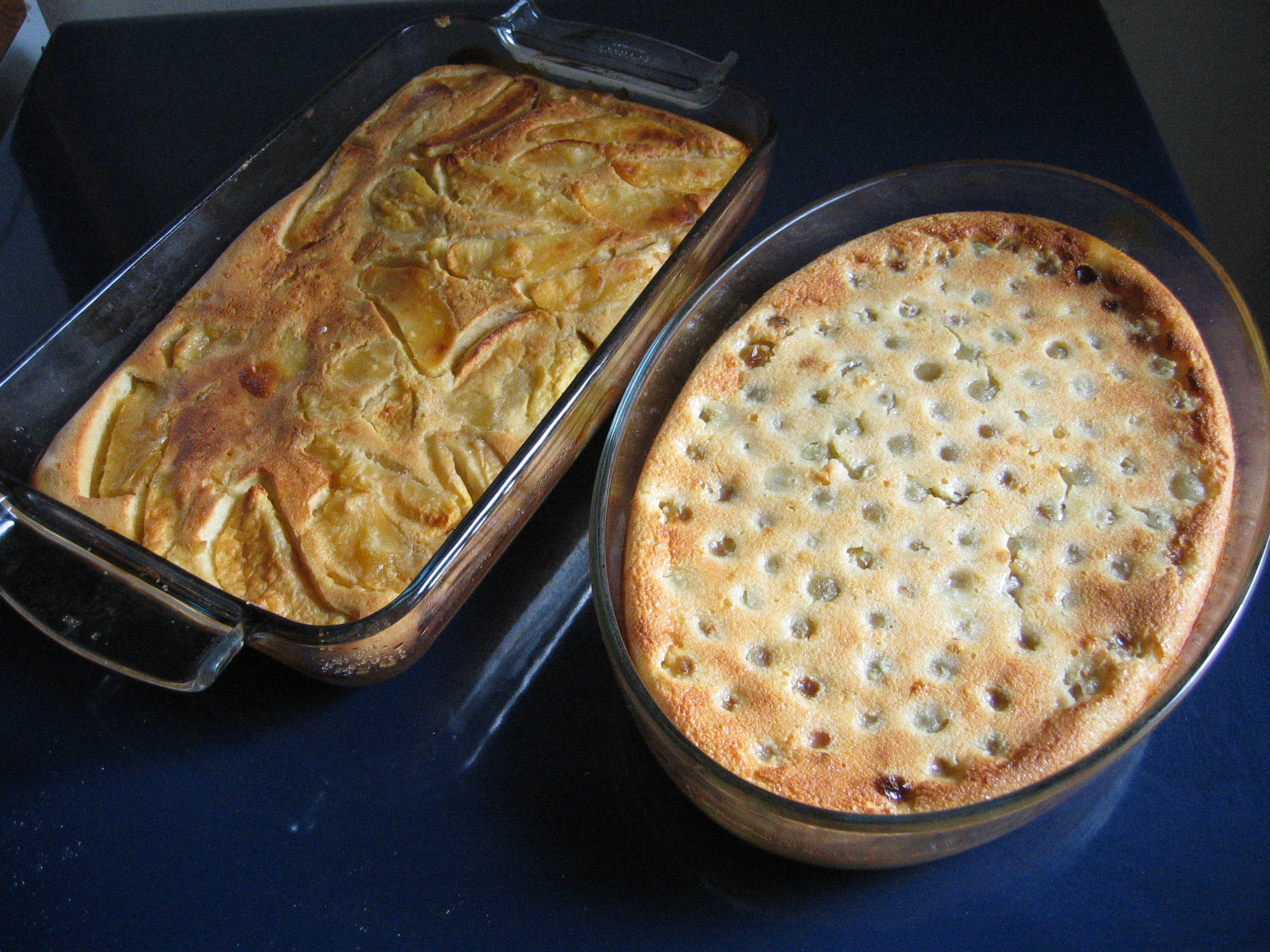
フロニャルド（左）とクラフティ（右）